# Windows Calculator
Windows Calculator е приложение, включено във всички версии на операционната система Windows. Представлява калкулатор. Може да се пусне и с командата „calc“ от командния интерпретатор или от прозореца на инструмента Run.

## История
За първи път е включен в Windows 1.0 под формата на прост аритметичен калкулатор.
В Windows 3.0 е включен Научен режим (Scientific mode). Този режим съдържа степенуване, коренуване, логаритми, факториелни функции, тригонометрия (радиани, градуси, гради), конверсии към различни бройни системи, логически операции, статистически функции (променлива статистика, линейна регресия). В Windows 3.0 и Windows 3.1 неговият интерфейс има бял фон с 2D бутони.
В Windows 95 и по-късни версии, калкулаторът използва нова библиотека, използваща аритметика с голяма цифрена точност и заместваща старата IEEE библиотека с плаваща запетая. Тя предоставя голяма цифрена точност за основните математически операции (събиране, изваждане, умножение, деление) и точност до тридесет и втората цифра за по-сложни операции, като например коренуване.
Друга промяна е използването на 3D бутони. При условие, че Win32s е инсталиран, тази версия би могла да тръгне на Windows 3.1.
В Windows ME е добавено групиране на цифрите в числата.

### Windows 7
В Windows 7 са достъпни пет допълнителни режима: Programmer (Програмистки), Statistics (Статистически), Unit Conversion (Преобразуване на единици), Date Calculation и Worksheets (Работни полета).
От всеки режим, освен Statistics, може да се наблюдава история на пресмятанията.
Програмата е променена така, че да отговаря на мултитъч.
Основните функции на Научен режим (Scientific Mode), са преместени в Програмисткия режим (Programmer Mode), а статистическите функции – в режим Статистика (Statistics).
Включените работни полета позволяват да се пресмята резултат, базиран на стойности от различни области на работа. Има включени темплейти за пресмятане на икономия от горивото на кола (mpg и L/100 km), ипотекиране, наеми на превозни средства.
В Windows 7 инструментът Microsoft Calculator е основно подновен за първи път.

## Характеристики
Във версиите си преди Windows 7, калкулаторът има прост интерфейс, малка големина и може да изпълнява всички функции на научния калкулатор. По подразбиране приложението е в стандартен режим и работи с четирите основни математически операции. По-сложните операции се съдържат в Научен режим – включително логаритми, конверсии на числова основа, някои логически оператори, радиани, градуси, гради, статистически функции. Не осигурява поддръжка за създадени от потребителя функции, комплексни числа, автоматизирана конверсия на координатни системи, статистически функции с две променливи, което го прави неподходящ за работа в областта на физиката и инженерството.
Някои версии на калкулатора имат възможността да автоматизират дългите пресмятания. Когато се постави в калкулатора копиран текст от числа и операнди, се извършват съответните операции с числата. Повечето от функциите на калкулатора могат да бъдат изпълнени чрез даден символ или буква – пълен списък на тези означения може да се намери в помощния файл на калкулатора. Това може да не работи с всички версии на Windows Calculator, а и зависи от точното форматиране на текста.
Много специализирани клавиатури имат бутон „калкулатор“, който пуска Windows Calculator по подразбиране.
В Windows 7 калкулаторът е основно преработен и затова са включени нови свойства и са премахнати много от ограниченията, характерни за предишните версии.

## Microsoft Calculator Plus
Представлява отделна версия на приложението за потребители на Windows XP и Windows Server 2003. Новото в него е, че е добавен режим Конверсии, който поддържа конверсии на единици и на валути. Стойностите на валутите могат да бъдат обновявани чрез вградена опция за ъпдейтове, която сваля информация от Централна Европейска Банка.